# Shimazu Yoshihisa
Shimazu Yoshihisa (島津 義久?; 4 marzo 1533 – 5 marzo 1611) è stato un daimyō giapponese del clan Shimazu durante il periodo Sengoku.

## Biografia
Figlio maggiore di Shimazu Takahisa, sua madre era figlia di Iriki'in Shigesato. Yoshihiro, Toshihisa e Iehisa furono suoi fratelli.
Il suo nome d'infanzia fu Torajumaru (虎寿丸) ma si chiamava anche Matasaburō (又三郎). Al compimento della maggiore età (genpuku), prese il nome di Tadayoshi (忠良), ma dopo aver ricevuto un kanji dallo shōgun Ashikaga Yoshiteru, divenne Yoshitatsu (義辰). In seguito cambiò nuovamente il suo nome in Yoshihisa. Sposò una sua zia e dopo la sua morte sposò un'altra parente, figlia di Tanegashima Tokitaka.
Nel 1566 succedette al padre come capo del clan Shimazu, diventandone il sedicesimo capoclan. Lavorando assieme ai suoi fratelli Yoshihiro, Toshihisa e Iehisa, diede il via ad una campagna per unificare il Kyūshū sotto il controllo del clan. A partire dal 1572 con la vittoria contro il clan Itō nella battaglia di Kizaki, Yoshihisa avrebbe sconfitto un clan dopo l'altro.
Nel 1578 sconfisse il clan Ōtomo nella battaglia di Mimigawa, nel 1583 il clan Ryūzōji nella Battaglia di Okitanawate, e nel 1584 il clan Aso. Verso la metà del 1580 il clan Shimazu controllava la maggior parte di Kyūshū a eccezione del dominio Ōtomo e l'unificazione non sembrava lontana nel futuro.
Ma nel 1587 Ōtomo Sōrin si appellò a Toyotomi Hideyoshi, il quale ordinò a Yoshihisa di riconsegnare le terre che aveva occupato con l'eccezione di Satsuma e Ōsumi, che erano le terre natali del clan. Al rifiuto di Yoshihisa Hideyoshi diede il via ad una campagna per pacificare Kyūshū con una forza travolgente di oltre 200.000 uomini, almeno cinque volte il numero degli Shimazu. Questi ultimi furono respinti nella provincia di Satsuma, dove Yoshihisa fu costretto ad arrendersi. La maggior parte dei territori che avevano conquistato furono divisi da Hideyoshi e concessi ai suoi generali e il clan Shimazu riuscì a mantenere solo le province di Satsuma e Ōsumi e parte di quella di Hyūga. Come condizioni per la resa, Yoshihisa dovette anche abbandonare la guida del clan e affidarla al fratello Yoshihiro; in seguito si rasò la testa, divenne un monaco buddista e cambiò il nome in Ryūhaku (龍伯), anche se sembra che continuò lui stesso a dirigere il clan. Yoshihisa non aveva un figlio che gli succedesse, così il figlio di Yoshihiro, Shimazu Tadatsune, sposò la sua terza figlia Kameju (亀寿) e venne adottato come successore.
Successivamente, Yoshihisa fu invitato da Tokugawa Ieyasu al castello di Fushimi. Si racconta che Ieyasu avesse chiesto a Yoshihisa come avesse unito l'isola di Kyūshū sotto il suo controllo, ed egli rispose "I miei tre fratelli più giovani guidati da Yoshihiro, assieme a servitori come Niiro Tadamoto, combatterono uniti con lo stesso obiettivo, e io dovevo solo aspettare nel castello di Kagoshima le notizie delle loro vittorie portate dai messaggeri. Io non ho mai potuto dimostrare il mio coraggio in battaglia". Dopo che Yoshihisa se ne andò, Ieyasu disse ai suoi servitori: "Yoshihisa come generale ha lasciato che i servitori sotto di lui lavorassero al meglio delle loro capacità. È così che dovrebbe essere un grande generale".
Yoshihisa morì di malattia nel 1611, e il suo nome postumo fu 貫明存忠庵主. Fu seppellito in quello che un tempo era stato il sito di Fukushoji a Kagoshima, dove vi è ancora una sua lapide assieme a tutti gli altri capi del clan. Ci sono anche monumenti costruiti nella sua memoria nella città di Kokubun, a Kyoto e a Koyasan. Non c'è nessun ritratto di Yoshihisa rimasto, ma a Taiheiji a Kawauchi, a Kagoshima, c'è una figura in bronzo di Yoshihisa della resa contro Hideyoshi che è stata fatta dopo la sua morte.
La sua conoscenza della cultura non è molto conosciuta, ma Hosokawa Yusai gli insegnò le letterature classiche, e si racconta che Konoe Wakihisa, che era esperto in waka e renga, avesse frequentato la casa di Yoshihisa.